# Pyrokohle
Pyrokohle ist der Überbegriff für sämtliche mittels Biomasse-Pyrolyse hergestellte Kohlen. Als Biomasse-Pyrolyse gilt hierbei die thermochemische Zersetzung organischer Stoffe unter Sauerstoffabschluss und bei Temperaturen zwischen 350 °C und 900 °C. Torrefikation, Hydrothermale Karbonisierung und Verkokung sind weitere Verkohlungsprozesse, deren Endprodukte jedoch nicht als Pyrokohle bezeichnet werden. Pflanzenkohle ist eine spezielle, zertifizierte Pyrokohle, die durch zusätzliche ökologisch nachhaltige Produktions-, Qualitäts- und Einsatzbedingungen charakterisiert ist.